# Ganeśagita
Ganeśagita (dewanagari gaṇeśagītā, Pieśń Ganeśi) – tekst hinduistyczny, jedna z git, opiewająca postać i przymioty przedwedyjskiego
boga o imieniu Ganeśa.
Ganeśagita w całości włączona została do tekstu późniejszego dzieła o tytule Ganeśapurana.

## Datowanie
Ganeśagita jest tekstem późniejszym niż Bhagawadgita.
Ramy czasowe powstania określa się na lata 900–1300 n.e.
Około 1700 powstał jego komentarz, autorstwa Nilakanthy, o zabarwieniu jogicznym.

## Budowa
Tekst Ganeśagity zawiera 11 rozdziałów obejmujących 414 zwrotek.
Duże jej fragmenty są identyczne ze zwrotkami Bhagawadgity.

## Treść
Fragmenty tej gity, zaczerpnięte z gity najsławniejszej (Bhagawadgity), nie propagują jednak postaci i kultu Kryszny. Autor sławi Ganeśię jako boga najwyższego, potrafiącego usunąć każdą przeszkodę z życia wyznawcy. Tekst zaleca formy kultu oparte na technikach jogi tantrycznej.